# Ottone Orseolo

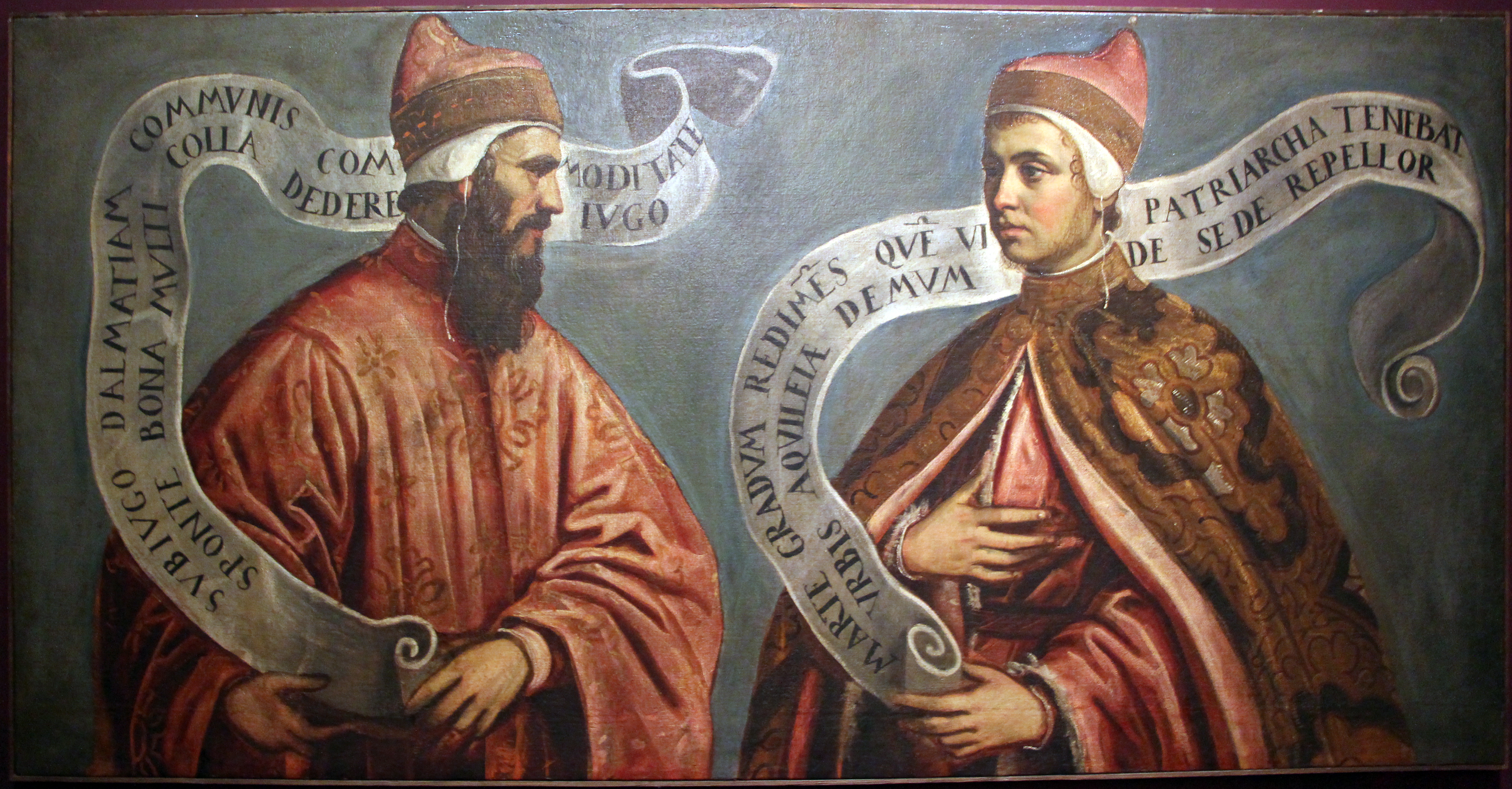
Pietro II & Otto Orseolo.

Ottone Orseolo (né en 993, mort en 1032) est le 27e doge de Venise élu en 1009. Il est destitué en 1026 et remplacé par Pietro Barbolano.

## Biographie
Ottone Orseolo appartient à la famille patricienne des Orseolo. Fils du doge Pietro II Orseolo, il est associé au trône par son père dès 1007, lui succédant et dirigeant le duché de 1009 à 1026. Il épouse la princesse Grimelda, fille de Géza de Hongrie ; ceci fera de son fils, Pietro, un roi de Hongrie.

### Élection
Il est élu co-régent à seulement quatorze ans, sur la demande du doge son père, afin de succéder à celui-ci après sa mort. Cette pratique est très commune, du moins jusqu'au milieu du XIe siècle : beaucoup de doges espèrent ainsi pouvoir transformer la république de Venise en une signoria, et le titre de doge en une charge héréditaire. Avant lui, son frère aîné Giovanni avait été co-régent, mais il était mort de la peste.

### Dogat
Ottone Orseolo néglige les rapports avec l'Empire d'Occident, bien qu'il soit le filleul de l'empereur Otton III ; il ne se préoccupe même pas de renouveler les accords commerciaux avec l'Empire. En 1011, il épouse Grimelda, fille de Géza, prince magyar, et sœur d'Étienne (István), roi de Hongrie. De cette union naît Pietro, qui, en 1038 est nommé, par Étienne, roi légitime de Hongrie. Cette union hongro-vénitienne justifiera les prétentions des rois de Hongrie sur la Dalmatie vénitienne.
En 1017, Ottone oblige l'évêque d'Adria à rendre à Venise les villes de Loreo et de Fossombrone ; en 1018, il organise une expédition contre les pirates croates. La même année, son frère Orso, déjà évêque de Torcello, est élu patriarche de Grado - il n'a alors que trente ans - tandis que son frère Vitale, âgé de vingt ans, devient le nouvel évêque de Torcello. Le patriarche d'Aquilée dénonce cependant l'irrégularité de l'élection du patriarche de Grado.

### La première et la deuxième destitution
Le statut de souverain héréditaire pris par Ottone Orseolo ainsi que l'occupation des principales charges spirituelles par ses frères inquiètent probablement l'aristocratie vénitienne qui se rebelle et contraint Ottone ainsi que son frère Orso à l'exil en Istrie. Le patriarche d'Aquilée Wolfgang von Treffen (en italien Poppone) en profite pour attaquer et conquérir Grado. Les deux frères sont immédiatement rappelés à Venise et réintégrés dans leurs fonctions respectives : Ottone Orseolo reconquiert immédiatement Grado. Peu de temps après, Domenico Grandenigo, âgé de 18 ans et membre d'une des plus importantes familles de Venise, est nommé évêque d'Olivolo (un des quartiers de Venise). Le doge s'oppose à cette nomination et une autre révolte éclate commandée par Domenico Flabanico : Ottone Orseolo est capturé, on lui coupe la barbe et il est envoyé à Constantinople, son frère Orso est en même temps chassé de Grado.

### La mort, les successeurs
Après la seconde destitution, les Vénitiens élisent le 28e doge en la personne de Pietro Barbolano ; les partisans des Orseolo après quelques années réussissent à le destituer (1031), lui coupant la barbe et l'exilant à Constantinople, exactement comme il avait été fait à Ottone Orseolo qui est de nouveau rappelé dans sa patrie. Son frère Vitale, évêque de Torcello, va le chercher à Byzance, pendant que son autre frère Orso, qui a été réintégré dans sa charge de  patriarche de Grado, administre Venise. Ottone Orseolo meurt avant de rentrer à Venise. Les Orseolo élisent alors comme doge Domenico Orseolo (1032), un parent d'Ottone, mais l'assemblée populaire le contraint à la fuite à l'issue d'une journée de règne ; il réapparaît à Ravenne en 1036.

## Sources
- (it) Cet article est partiellement ou en totalité issu de l’article de Wikipédia en italien intitulé « Ottone Orseolo » (voir la liste des auteurs).